# Hatter Barn
Hatter Barn er et rev i Kattegat mellem Samsø og Sejerø i Samsø Bælt 3-4 km sydøst for Hatter Rev. 
Det er på cirka 4,8 km² med mindre stenrevsområder mellem større sandområder med en vanddybde omkring 5 meter.
Farvandet mellem Hatter Barn og Hatter Rev øst for Samsø indgår i dybvandsruten – rute T – gennem Kattegat, Storebælt, Langelandsbælt og den vestlige del af Østersøen, og er kendt for mange grundstødninger. . Af 47 grundstødninger i danske farvande fra 1997 til 2005 var de 19 ved Hatter Barn . 
Området ligger på marsvins trækrute mellem Storebælt og Kattegat og store flokke edderfugle raster også periodevis i området, og et område på 6,3 km² er udpeget som habitatområde (198) under Natura 2000 .

## Eksterne kilder og henvisninger
1. ↑  "Grundstødninger ved Hatter Barn". Arkiveret fra originalen 3. september 2017. Hentet 28. december 2010.
2. ↑  "P4 Østjylland". Arkiveret fra originalen 1. januar 2011. Hentet 28. december 2010.

- Naturplan 198 Hatter Barn Arkiveret 30. december 2010 hos  Wayback Machine

55°53′N 10°50′Ø / 55.883°N 10.833°Ø